# Zaleszany (województwo podkarpackie)
Zaleszany – wieś w Polsce położona w województwie podkarpackim, w powiecie stalowowolskim, w gminie Zaleszany.
W latach 1975–1998 miejscowość należała administracyjnie do województwa tarnobrzeskiego.
Przez miejscowość przebiega droga krajowa nr 77 z Lipnika do Przemyśla.
Miejscowość jest siedzibą gminy Zaleszany.

## Części wsi
| SIMC    | Nazwa         | Rodzaj     |
| ------- | ------------- | ---------- |
| 0811371 | Berdechów     | przysiółek |
| 0811388 | Karczmiska    | przysiółek |
| 0811365 | Łączki        | część wsi  |
| 0811394 | Wólka Zaleska | przysiółek |

## Historia
18 marca 1898 roku zmarł w Krakowie właściciel Zaleszan Franciszek Ksawery Konopka, prezes Towarzystwa opieki nad weteranami z roku 1830/31. Został pochowany na miejscowym cmentarzu.
Na cmentarzu parafialnym spoczywa m.in. Edmund Ślaski, dowódca jednego z oddziałów powstania styczniowego, zmarły 22 października 1863 w Chwałowicach w wyniku odniesionych ran po bitwie pod Łążkiem. W Zaleszanach urodził się Józef Mączka – legionista i poeta.
Proboszczami miejscowej parafii św. Mikołaja na początku XX wieku byli ks. Bolesław Wodyński do śmierci 29 sierpnia 1906 i jego następca ks. Stanisław Malinowski, którzy dokonali budowy kościoła wg projektu architekta Jana Sas Zubrzyckiego, konsekrowanego przez biskupa pomocniczego diecezji przemyskiej Karola Fischera w 1912.

## Zabytki
Wpisane do rejestru zabytków województwa podkarpackiego
- kościół parafii p.w. Św. Mikołaja Biskupa,  (nr rej. A -524 z dnia 08 kwietnia 1981)
- ogrodzenie z bramą główną i bramkami, (nr rej. A -524 z dnia 08 kwietnia1981),
- cmentarz przykościelny, (nr rej. A -524 z dnia 08 kwietnia 1981),
- cmentarz parafialny, (nr rej. A- 655 z dnia 01 marca 1993),
- kaplica grobowa Horodyńskich, (nr rej. A – 655 z dnia 01 marca1993)